# Геркулес (фільм, 2014)
«Геркулес» (англ. Hercules) — американський пеплум режисера Бретта Ретнера, екранізація коміксу «Геркулес: Фракійські війни» Стіва Мура. У головній ролі Двейн Джонсон. Прем'єра в США відбулася 25 липня 2014 року, в Україні — 24 липня 2014.

## Сюжет
Геркулес разом із п'ятьма вірними соратниками подорожує Стародавньою Грецією, продаючи свої послуги за золото та використовуючи свою легендарну славу, щоб залякувати ворогів. Але коли правитель Фракії та його дочка просять Геркулеса допомогти перемогти дикого та страхітливого воєначальника, зʼясовується, що для того, щоб добро перемогло, а справедливість тріумфувала, вони мають перемогти самого правителя Фракії.

## У ролях
- Двейн Джонсон[9][10][11] — Геркулес

- Іян Макшейн[12] — Амфіарай

- Руфус Сьюелл[13] — Автолік

- Джозеф Файнз[12] — Еврістей

- Пітер Маллан[14] — Сітаклес

- Джон Герт[12] — цар Фракії Котіс

- Аксель Генні[15] — Тідей;

- Інгрід Болсай Бердал[16] — Аталанта;

- Рис Річі[17] — Іолай;

- Тобіас Зантелман[18] — Рес;

- Ребекка Фергюсон[12] — Ергенія;

- Айзек Ендрюс — Арій;

- Ірина Шейк[19][20] — Мегара;

- Джо Андерсон[21] — Фіней;

- Адріан Буше — Зевс;

- Барбара Палвін[22] — Антімаха;

- Стів Пікок[23] — Стефан;

- Таміна Снука[24] — камео.

## Зйомки
Зйомки фільму проходили в Угорщині та Хорватії.

## Цікаві факти
- Фільм повинен був знімати Пітер Берг, однак він пішов з посади режисера фільму, залишившись у проєкті лише як продюсер[26].
- На одну з ролей розглядалася Ант'є Трауе[27].
- Спочатку прем'єра фільму в США була призначена на 8 серпня 2014[28].